# Rangersdorf
Rangersdorf osztrák község Karintia Spittal an der Drau-i járásában. 2016 januárjában 1737 lakosa volt.

## Elhelyezkedése

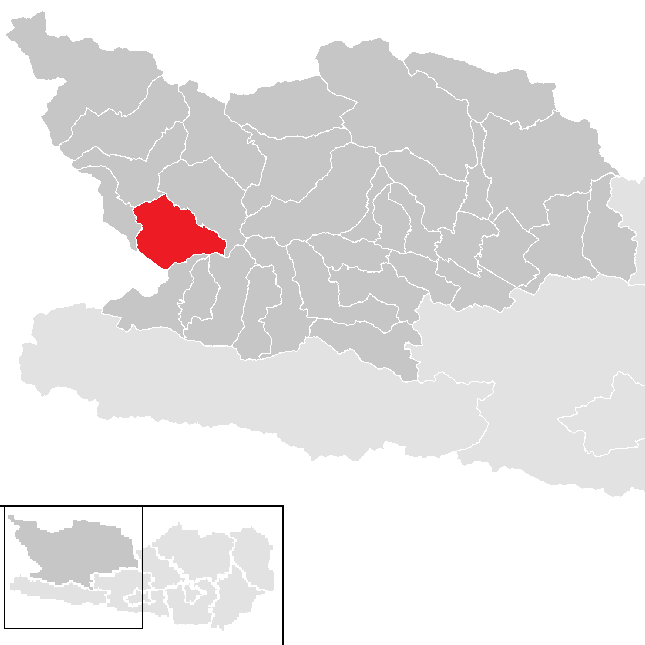
Rangersdorf a Spittali járásban

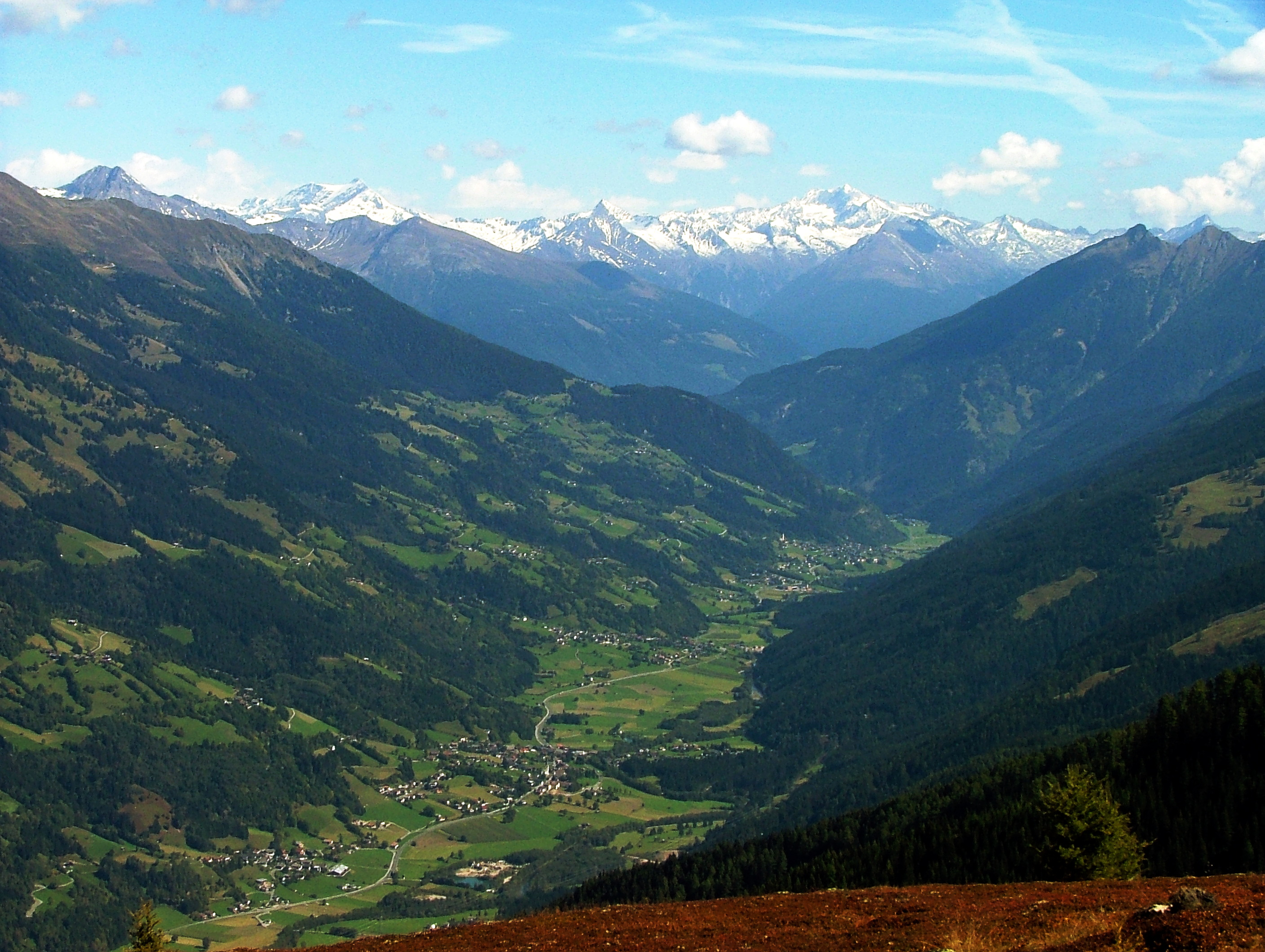
Witschdorf, Rangersdorf és Tresdorf a Möll-völgyben

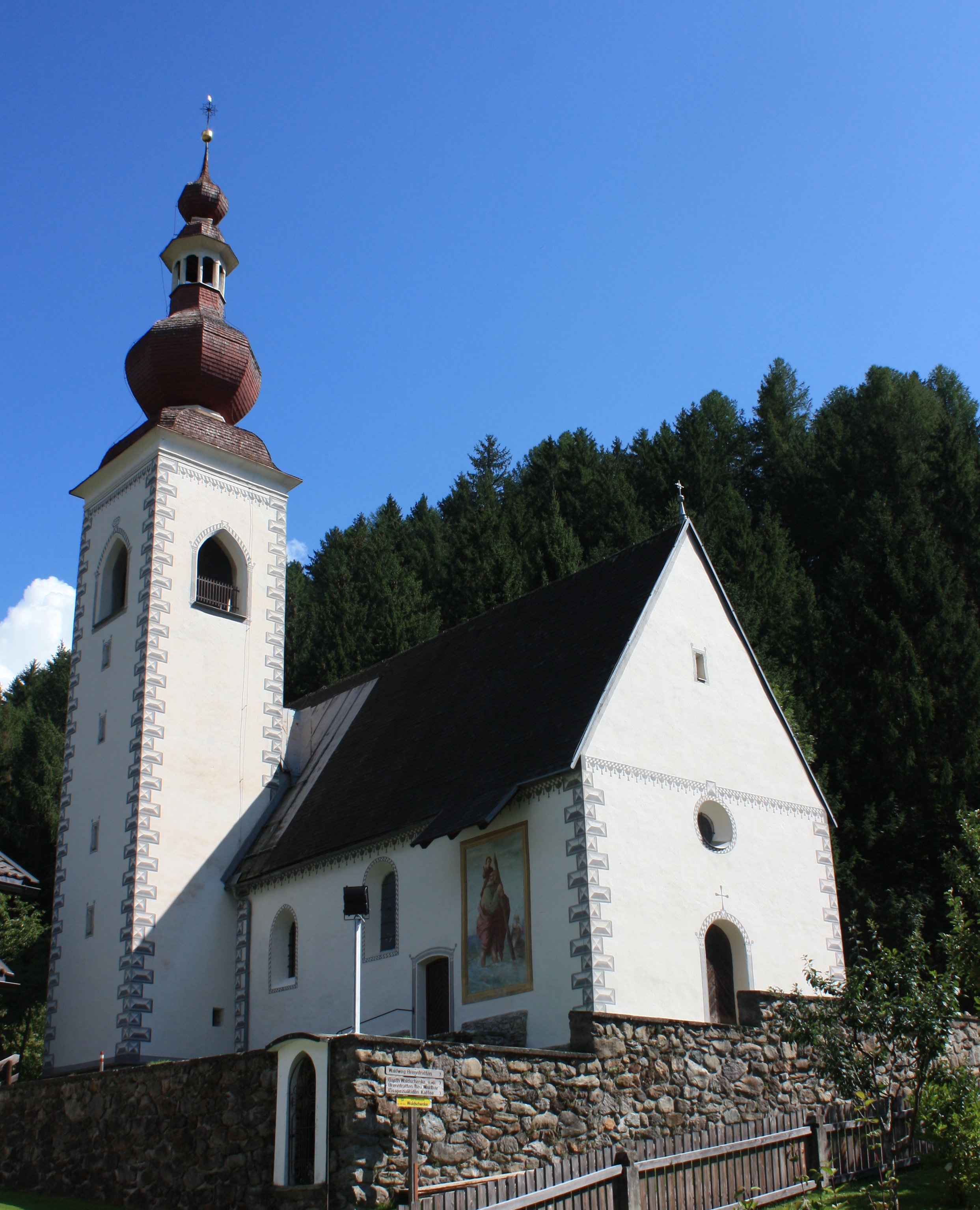
A lainachi Szt. Margit-templom

Rangersdorf Karintia nyugati határán fekszik, a Möll (a Dráva mellékfolyója) völgyében a Goldberg-csoport és a Kreuzeck-csoport hegyei között. Az önkormányzat 9 falut és egyéb települést fog össze: Lainach (465 lakos), Lamnitz (133), Lobersberg (192), Plappergassen (62), Rangersdorf (387), Tresdorf (273), Wenneberg (39), Witschdorf (184), Zladisch (7).
A környező települések: nyugatra Winklern, északra Mörtschach, északkeletre Stall, délkeletre Dellach im Drautal, délre Oberdrauburg, délnyugatra Nikolsdorf (Tirol).

## Története
Rangersdorfot először a freisingi püspök 1006-1039 közötti oklevelében említik "Villa Routkerasdorf"-ként. Nevét a falu fölött álló Rangsburg váráról kapta, amelyet a Görz grófok 1292-ben a szomszédos Stall erődjével együtt leromboltak és nem is építették újjá.
A középkorban arany-, ezüst- és rézbányászatáról volt ismert. Az önkormányzat 1850-ben jött létre, azóta területe alapvetően nem változott, csak 1964-ben végeztek némi kiigazítást Stallal szemben. 

## Lakosság
A rangersdorfi önkormányzat területén 2016 januárjában 1737 fő élt, ami visszaesést jelent a 2001-es 1805 lakoshoz képest. Akkor a helybeliek 97%-a volt osztrák és 1%-a német állampolgár. 95,9%-uk katolikusnak, 1,4% evangélikusnak, 1,3% pedig felekezeten kívülinek vallotta magát.

## Látnivalók
- a Marterle-templom 1861 méteres magasságban található a Sadnig-csoport déli lejtőjén. Nevét ("útmenti kápolna") egy korábbi keresztről kapta, a mai épületet 1904-ben húzták fel.
- a rangersdorfi késő gótikus templomában volt Karintia legrégebbi, 1425-ből származó szárnyasoltára. Ma a klagenfurti püspöki múzeumban látható.
- a lainachi gótikus-barokk Szt. Margit-templom. Főoltára 1670-ből való.
- a lainachi vas-, kén- és radontartalmú Margarethe-forrás.
- Lamnitz fölött, nehezen hozzáférhető szurdokban található a Lamnitzbach vízesése, a Zlapp.

## Fordítás
- Ez a szócikk részben vagy egészben  a   Rangersdorf című német Wikipédia-szócikk ezen változatának fordításán alapul.  Az eredeti cikk szerkesztőit annak laptörténete sorolja fel. Ez a jelzés csupán a megfogalmazás eredetét és a szerzői jogokat jelzi, nem szolgál a cikkben szereplő információk forrásmegjelöléseként.